# Huis te Hoorn

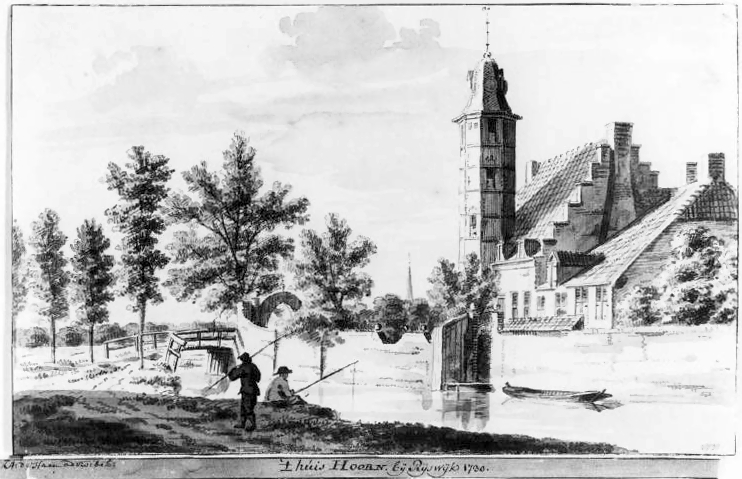
Huis te Hoorn in 1730 (A. de Haen); Huis te Hoorn had hier slechts een verdieping. Ook was het kasteel oorspronkelijk ommuurd

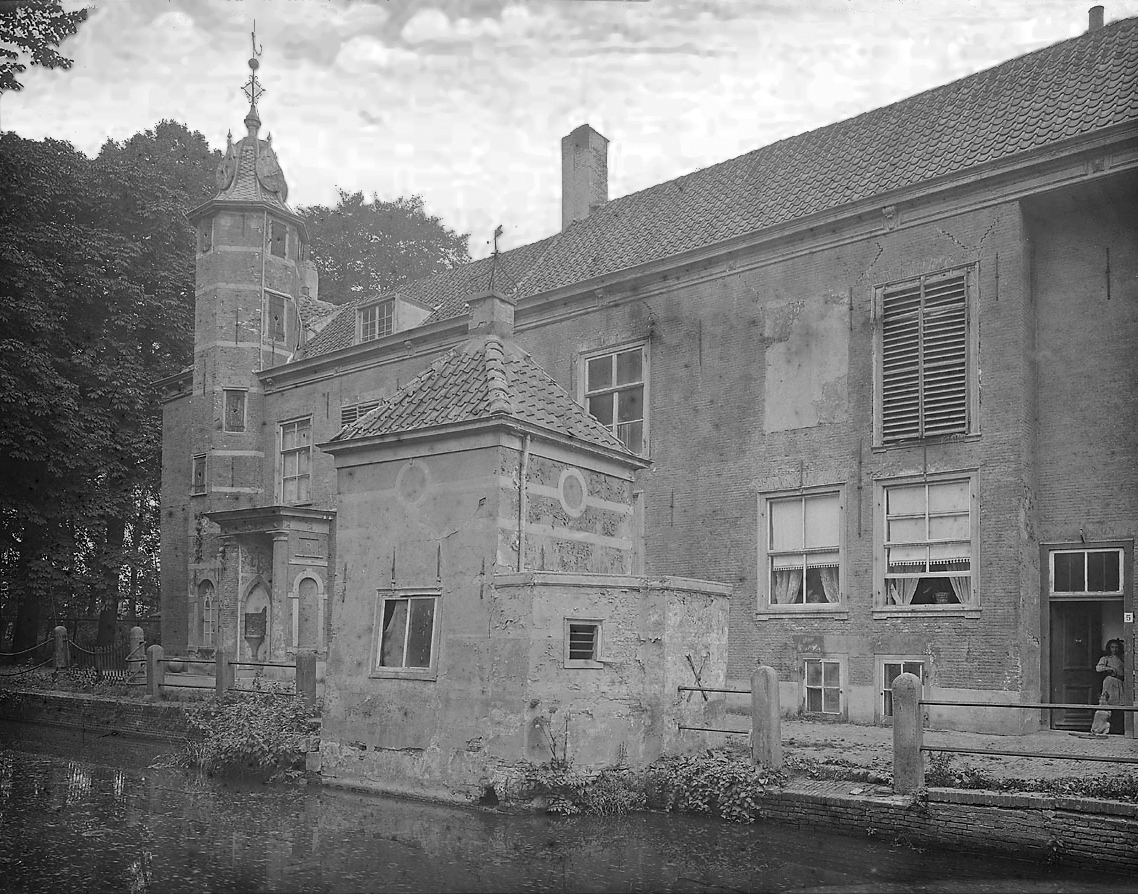
Zuidwestzijde van Huis te Hoorn in 1915; in 1844 werd een verdieping op het huis gebouwd

Huis te Hoorn was een buitenplaats in de Nederlandse plaats Rijswijk (provincie Zuid-Holland).
Het Huis te Hoorn is waarschijnlijk in de 16e eeuw gebouwd; het komt in ieder geval voor de eerste keer voor op een kaart van Delfland uit 1606. Het landgoed lag aan de Delftse Vliet ten zuiden van de Hoornbrug. Het huis lag ten zuiden van de Vliet, aan de huidige Thierenskade en Sir Winston Churchilllaan. Het had één verdieping en een opvallende achtkantige toren met een peervormige spits, waartegen vier wijzerplaten waren bevestigd. Op de spits stond een vaantje in de vorm van een windhoorn. Jhr. mr. Adrianus van der Straten (1789-1857), lid van de familie Van der Straten, moderniseerde het huis in 1844, en bouwde een tweede verdieping.
Huis te Hoorn is door de eeuwen heen niet verbonden geweest aan een bepaalde familie; het goed wisselde gedurende zijn bestaan frequent van eigenaar. Waarschijnlijk werd er als gevolg daarvan slecht onderhoud gepleegd, en raakte het in de negentiende eeuw in verval. In het begin van de twintigste eeuw werd er op het terrein een kurkfabriek gebouwd, en vervolgens werd door de Nederlandse landmacht een hondenbrigade in het huis gelegerd. In de Tweede Wereldoorlog was het huis in een dermate vervallen staat geraakt dat het niet meer betreden mocht worden, en na de oorlog was er geen geld meer beschikbaar om het huis te restaureren. Het werd daarom in 1951 afgebroken. Alleen een ijzeren toegangshek is bewaard gebleven. Dat wordt nu gebruikt in de Nobelaerstraat in Rijswijk.